# Pro aris et focis (société secrète)

Pro aris et focis (« Pour nos autels et nos foyers ») est une société secrète qui se constitua dans les Pays-Bas du Sud afin de les rendre indépendants de la maison d'Autriche, de les séparer du Saint-Empire et de les constituer en république. Celle-ci (les États belgiques unis ou Verenigde Nederlandse Staten) n'eut toutefois qu'une existence éphémère de 1789 à 1790.

## Histoire
Vers les mois d'avril et mai 1789 les avocats Jean-Baptiste Verlooy, défenseur de la cause de la langue nationale néerlandaise, Jean-François Vonck et Henri van der Noot, trois membres de la franc-maçonnerie bruxelloise, et quelques autres comme Jacques-Dominique t'Kint, fondèrent dans le plus grand secret une société destinée à combattre la domination de la maison d'Autriche sur les Pays-Bas belgiques et recrutèrent dans l'ombre de nombreux volontaires destinés à former une puissante armée patriotique, ils parvinrent aussi à encourager la désertion de nombreux militaires belges incorporés dans l'Armée impériale. Ils donnèrent à cette société le nom « Pro aris et focis ». Il s'adjoignirent de nombreux partisans, comme le négociant en vins A. Daubremez, l'architecte et ingénieur Claude Fisco ou le Suisse Philippe Secrétan, précepteur de la maison d'Ursel.
Ils étudièrent avec soin un plan d'insurrection militaire.
Pour acquérir le plus de sympathie et d'aide de la population ils se livrèrent d'abord, grâce à l'aide de nombreux imprimeurs, à une campagne de pamphlets et d'affiches contre ce qu'ils appelaient la tyrannie des souverains de la maison d'Autriche.
Vonck et Verlooy avaient une vision démocratique pour le futur État qu'ils désiraient établir avec le consentement populaire. Ce qui n'était pas le cas d'Henri van der Noot attaché à la défense des libertés et des privilèges acquis par les nombreux corps privilégiés.
Pour financer leur mouvement ils procédèrent à des souscriptions publiques pour l'achat d'armes et de canons. Ils avaient également l'aide financière du fastueux banquier Édouard de Walckiers et celle de Godefroi Hermans, colonel propriétaire de plusieurs régiments et abbé de Tongerloo, et des cisterciens de l'abbaye de abbaye de Saint-Bernard-sur-l'Escaut.
Vonck avait confié le commandement des troupes au général Vander Mersch. Celui-ci, ancien officier de l'Armée impériale avait démissionné pour prendre le commandement d'une armée de volontaires qui remporta une victoire sur les Impériaux à la bataille de Turnhout. Ensuite, van der Mersch concentra ses troupes hors des possessions de la maison d'Autriche, près de Hasselt en principauté de Liège, en attendant la contre-attaque qui ne devait pas manquer de se produire. Les troupes impériales n'hésitèrent pas à franchir la frontière interne de l'Empire qui les séparait de l'armée révolutionnaire et à mettre celle-ci en déroute. Durant ce temps l'avocat Henri van der Noot, avait rassemblé des troupes à Bréda, dans les Provinces-Unies. Le capitaine Henri-Joseph Meeûs servait de messager entre Bruxelles et Bréda et transmettait ainsi les ordres de Jacques-Dominique t'Kint enfermé dans le petit pavillon de son jardin bruxellois.
Mais à Bruxelles la police impériale ne restait pas inactive et grâce à des fuites et à des trahisons parvint à mettre la main sur de nombreux dirigeants de la société comme A. Daubremez, Fisco, le suisse Philippe Secrétan, futur membre du directoire helvétique, ou le fameux Linguet avocat parisien. Vonck put s'enfuir à Bréda et Verlooy chercha son salut en France auprès de ses amis jacobins.